# 梅森鎮區 (密歇根州阿勒納克縣)
梅森鎮區（英語：Mason Township）是位於美國密歇根州阿勒納克縣的一個行政鎮區。

## 地方資料
梅森鎮區的面積為83.10平方千米，當中陸地面積為83.00平方千米，而水域面積為0.10平方千米。根據2020年美國人口普查的數據，當地共有人口750人，而人口密度為每平方千米9.03人。